# Земская почта Гадячского уезда
Зе́мская по́чта Га́дячского уе́зда — земская почта, организованная земской управой Гадячского уезда Полтавской губернии. Существовала с 1884 года. В уезде выпускались собственные земские марки.

## История почты
Гадячская уездная земская почта была открыта 01 января 1884 года. Почтовые отправления доставлялись из уездного центра (города Гадяча) в 18 волостных правлений три раза в неделю.
Пересылка частных писем, посылок и извещений почтовой конторы была платной и оплачивалась земскими почтовыми марками.

## Выпуски марок
Введённые в 1884 году земские почтовые марки имели номинал 3 копейки и 6 копеек. На рисунке марок изображён герб Гадячского уезда, кроме последнего выпуска. До 1892 года все марки были без зубцовки.
До 1902 года печать гадячских земских марок производилась в частных типографиях. После 1902 года марки печатались в ЭЗГБ.

## Гашение марок
Гашение марок осуществлялось круглыми штемпелями с названиями населённых пунктов. Дата приема почтового отправления вписывалась в штемпель чернилами.